# Albert Guérisse

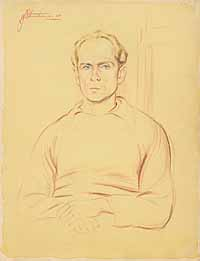
Portret van Albert Guérisse in het concentratiekamp gemaakt door medegevangene Brian Stonehouse

Albert Marie Edmond graaf Guérisse (Sint-Jans-Molenbeek, 5 april 1911 - Eigenbrakel, 26 maart 1989) was een Belgisch militair arts en verzetsman. Hij is de Belg met de meeste oorlogsdecoraties.

## Familie
Albert was de zoon van Eloi Guérisse en Maria Ardies. Hij trouwde in 1936 met Jeanne Mondry (1909-1947) en hertrouwde in 1947 met Sylvia Coopersmith (1921-1985). Uit dit tweede huwelijk had hij een zoon, Patrick Guérisse (1949), die arts werd (inwendige ziekten) en voor nakomelingen zorgde. Ook zijn kleinzoon Fabien Guérisse (1974) is arts voor interne geneeskunde. Zijn andere kleinzoon, Michael Guérisse (1977) is een fashion designer onder de naam Michael Guérisse O'Leary.

## Eerste loopbaan
Guérisse behaalde zijn diploma van doctor in de geneeskunde aan de Université Libre de Bruxelles. Hij werd legerarts in 1935 en werd ingedeeld bij het in Spa gestationeerde 1e Regiment Lansiers.
Het was in die hoedanigheid dat Guérisse in 1940 aan de Achttiendaagse Veldtocht deelnam. Hij onderscheidde zich tijdens de veldslagen van Juprelle en Geluwe door onder vijandelijk vuur de gewonden te gaan helpen, wat hem het Croix de Guerre met palm opleverde. Op 28 mei 1940, enkele uren na de capitulatie van het Belgische leger, sloot hij zich bij de Engelse linies aan om de strijd voort te zetten. 
Op 1 juni slaagde hij er met enkele andere officieren in, onder bevel van kolonel Bastin, om op het strand tussen de Panne en Duinkerken aan boord te komen van een raderstoomboot, de Westward 760, met Britse troepen die zich terugtrokken naar Engeland. 
Op 4 juni werd hij met ongeveer 400 andere Belgische soldaten teruggestuurd naar Frankrijk, door het schip Batavia II richting Brest met het oog op een hypothetische hergroepering van de Belgische troepen in Poitiers (zetel van de Belgische regering). Op 12 juni werd hij aangewezen voor het opleidingscentrum van de gezondheidsdienst in Sables-d’Olonne. 
Op 15 juni, op het punt om door de Duitsers gevangen te worden genomen, ontsnapte hij en sloot zich aan bij het gepantserde hergroeperingscentrum in het zuiden van Frankrijk, in Lunel-Viel. Na de Franse capitulatie weigerde hij het bevel zich gevangen te laten nemen en bereikte de kust met enkele Belgische officieren met name luitenants Georges Danloy, Freddy Gréban de Saint-Germain, Jacques de Brabant, Paul en Victor Nicod en Jean de Selys Longchamps. 
Eind juni, in Sète, gingen ze aan boord van een Brits kolenschip, de Northmoor, met troepen van het Tsjechische Legioen. Toen Guérisse op 27 juni in de haven van Gibraltar aankwam, met enkele Belgische officieren maakte hij van de gelegenheid gebruik om de bemanning compleet te maken van een Frans koopvaardijschip (Le Rhin) dat de commandant (Péri) ter beschikking van de Engelse marine wilde stellen.

## Patrick O'Leary
Guérisse wilde verder strijden en liet zich aanmonsteren door de Royal Navy. Hij nam een nieuwe naam aan, die van Patrick O'Leary, een Canadese vriend van hem. Na verschillende avonturen werd hij lid van de geheime diensten van de Navy. Hij trok naar Gibraltar, waar hij zich meester maakte van Le Rhin, een Frans schip, door er de Pétaingezinde militairen te overmeesteren. Het schip maakte voortaan deel uit van de Royal Navy en werd voor geheime operaties gebruikt. 
Het werd onder meer ingezet om op de Franse kusten Britse piloten of andere militairen op te pikken. Begin maart 1941 liep een opdracht verkeerd af en Guérisse werd gearresteerd. Hij kwam terecht in een interneringskamp niet ver van Marseille. Hij kon ontvluchten en dook onder in Marseille. Hij heette nu Adolphe Cartier.  Hij leerde een Engelse arts kennen, Ian Garrow. Samen zetten ze een organisatie op die honderden piloten en andere militairen naar Engeland kon doen terugkeren.
Einde 1941 werd  Garrow gearresteerd en Guérisse leidde voortaan alleen de ontsnappingsroute. Het netwerk werd voortaan Pat genoemd.

## Concentratiekamp
Op 2 maart 1943 werd Guérisse in Marseille zelf gevangengenomen door de Gestapo, nadat hij was verklikt. Eerst werd hij naar Mauthausen gestuurd, vervolgens naar Natzweiler en ten slotte vanaf september 1944 naar Dachau. Ondanks ondervragingen en martelingen slaagden de Duitsers er niet in zijn echte identiteit te achterhalen. Hij bleef de Canadees Pat O'Leary, Britse onderdaan. Hij werd ter dood veroordeeld maar de executie vond niet plaats.
In april 1945 sloegen de SS-kampbewakers op de vlucht. Nog voor de geallieerden het kamp bevrijdden, werd Guérisse hoofd van een internationaal comité dat leiding gaf aan de gevangenen en de geallieerde troepen verwelkomde. Ook de Belg Arthur Haulot maakte deel uit van dit comité.

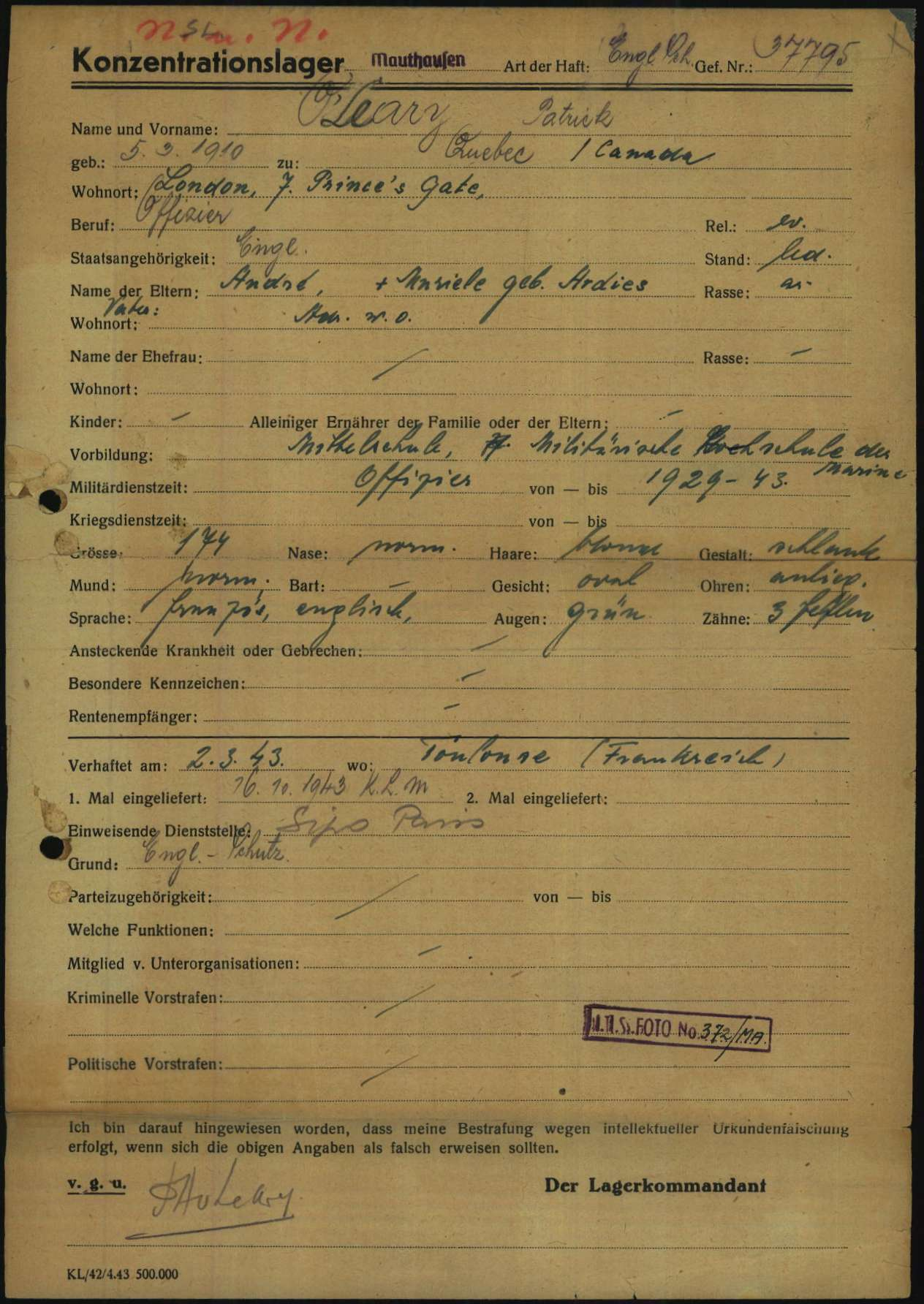
Registratieformulier van “Patrick O'Leary” als gevangene in Mauthausen
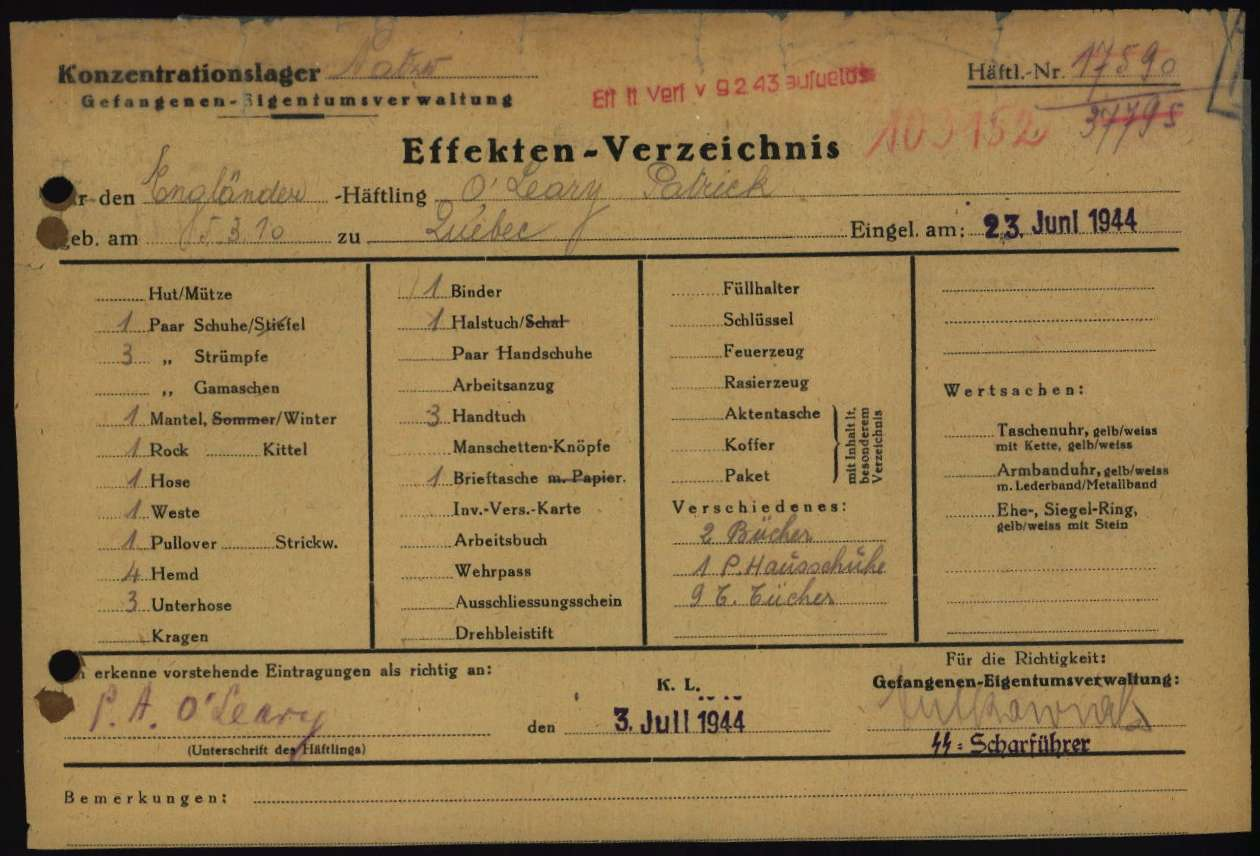
Lijst met persoonlijke bezittingen in Natzweiler
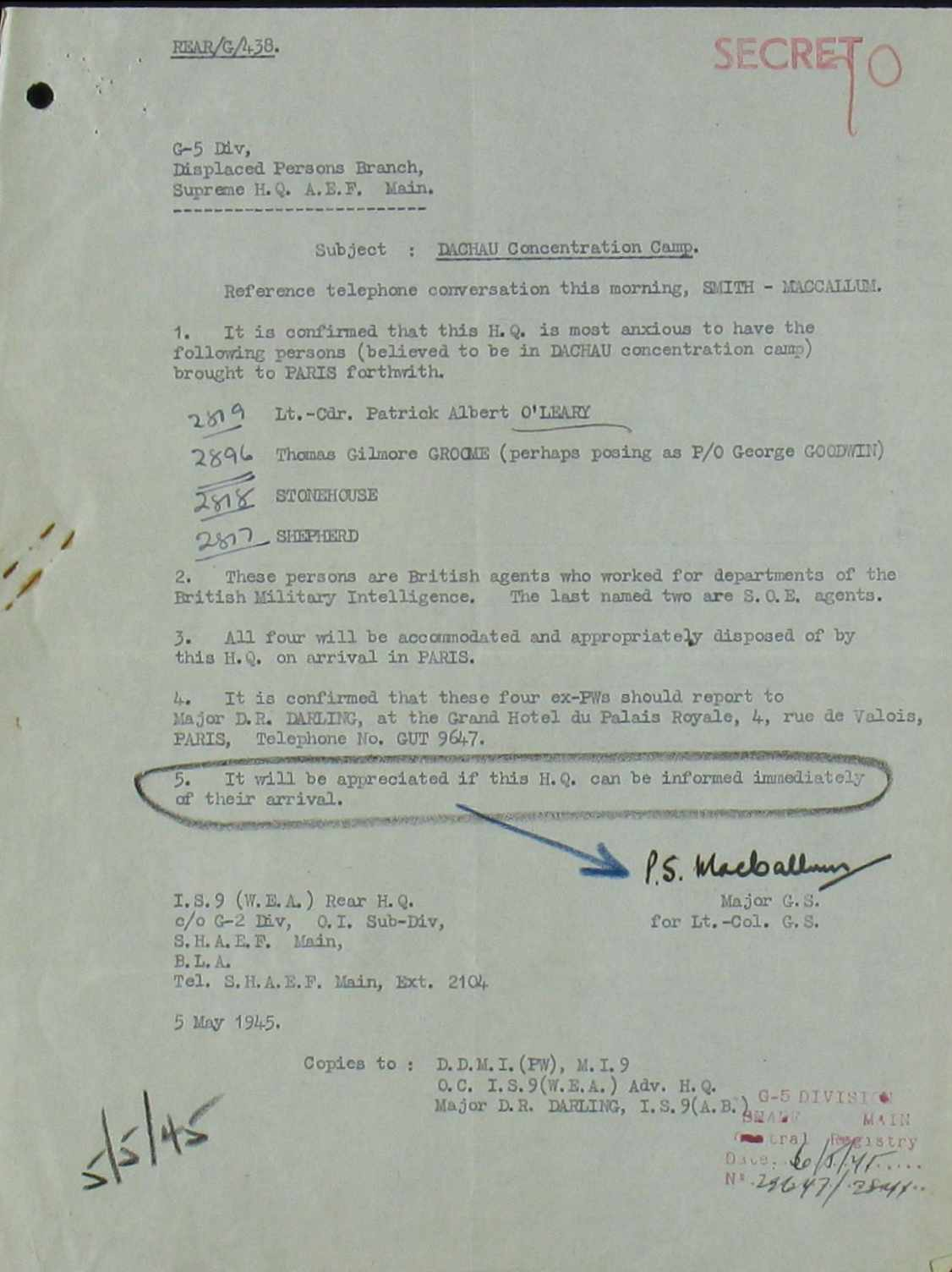
Verzoek (met stempel “GEHEIM”) voor zijn repatriëring na de bevrijding van Dachau
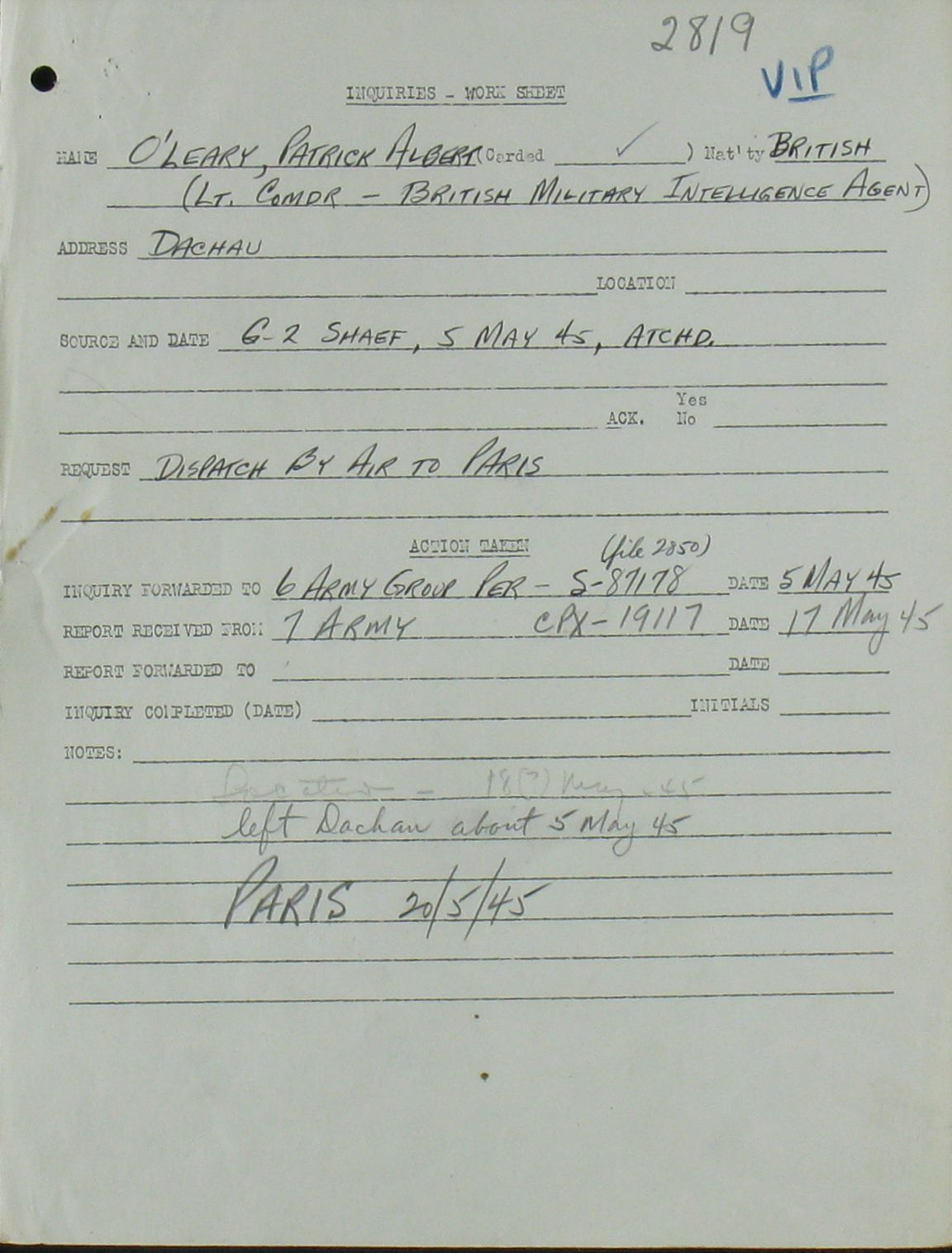
Werkblad over het verzoek tot repatriëring van “Patrick Albert O'Leary” (aangeduid met “VIP”)
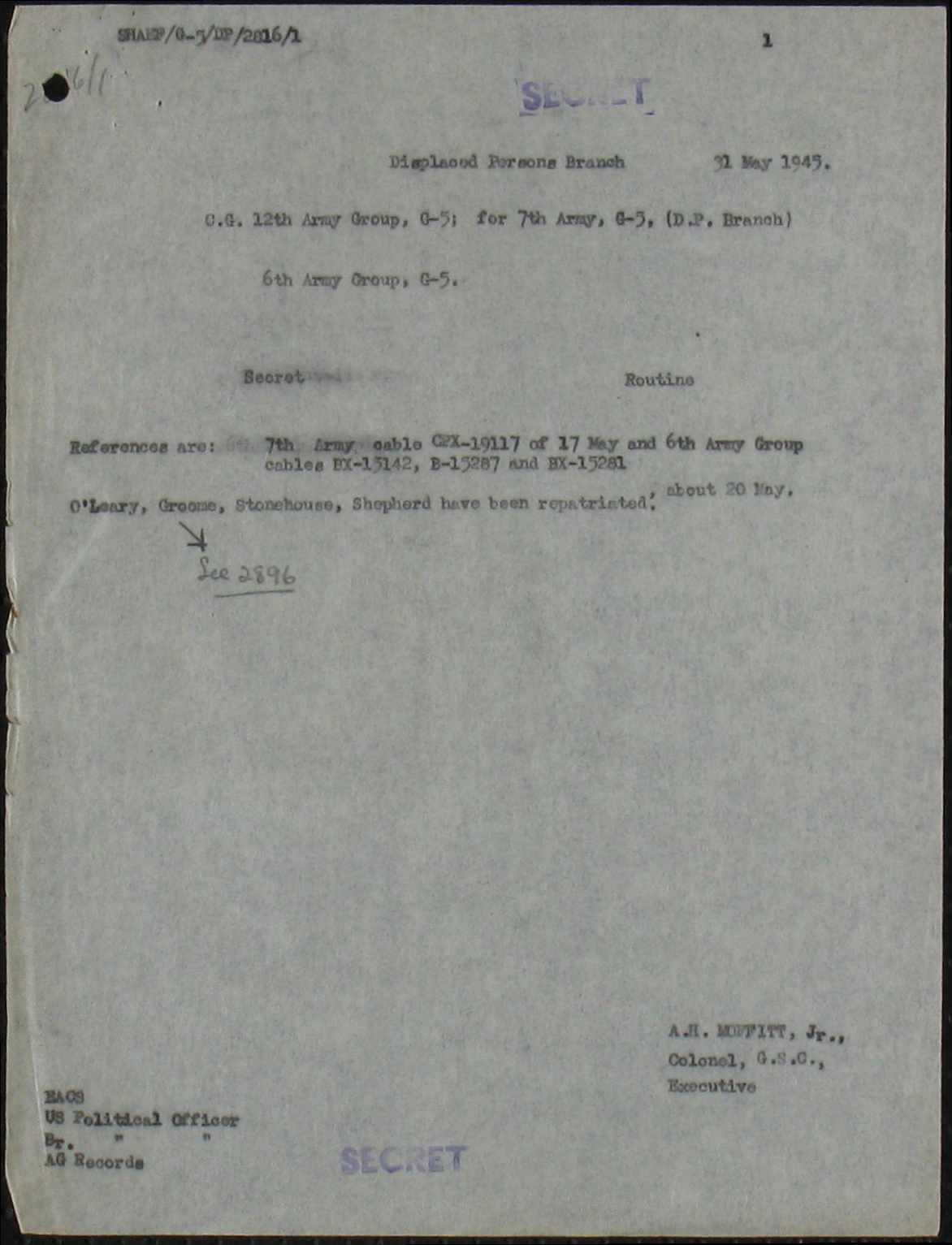
Rapport (met stempel “GEHEIM”) over zijn repatriëring

## Naar Korea
Guérisse hernam zijn activiteiten als militair arts, benoemd in het militair hospitaal in Brussel.
In 1951 meldde hij zich als vrijwilliger voor het Koreabataljon. Gedurende dertien maanden leidde hij er de geneeskundige dienst. Bij een reddingsoperatie van een gewonde soldaat, met behulp van een Amerikaanse tank onder vijandelijk vuur, raakte hij zelf licht gewond.

## Verdere carrière
Terug in België, hernam Guérisse zijn militaire loopbaan.
In 1964 werd hij bevorderd tot generaal-majoor en tot in 1970 had hij de leiding over de geneeskundige diensten van het Belgisch leger.

## Eretekens
- België:
  - Grootofficier in de Leopoldsorde
  - Grootofficier in de Kroonorde
  - Commandeur in de Orde van Leopold II
- Verenigd Koninkrijk:
  - George Cross
  - Commander of the British Empire
  - Distinguished Service Order
- Frankrijk:
  - Officier in het Erelegioen
- Verenigde Staten:
  - Legion of Merit
- Zuid-Korea:
  - Chungmu Distinguished Military Serve Medal

In 1981 werd hij in de erfelijke adelstand verheven met de persoonlijke titel van ridder; de 'open brieven' hiervoor werden door hem niet gelicht, zodat de verheffing zonder gevolg bleef. Op 20 maart 1989, zes dagen voor zijn overlijden, volgde een tweede maal verheffing in de erfelijke adelstand, ditmaal met de persoonlijke titel van graaf; deze keer werd de procedure tijdig afgewerkt en leidde de verheffing dus tot werkelijke opname in de Belgische adelstand. Zijn nageslacht heeft sindsdien het recht op de Belgische titels van jonkheer en jonkvrouw. Hij nam als wapenspreuk aan: Honores non quaero, fidelis sum.  Vrij vertaald betekent dit: Niet geïnteresseerd in eerbetuigingen, dat weet ik zeker.
In het stadscentrum van Saint-Hubert staat een monument voor Albert Guérisse.